# Piton Iris
Le Piton Iris (ou Piton Tikal) est un cône adventif de la caldeira du Piton de la Fournaise sur l'île de La Réunion. Il est issu de l'éruption du 19 septembre 2022 au 7 octobre 2022.
Il est situé au sud-sud-ouest du point culminant, à environ 325 m de dénivelé sous le sommet, au cœur du massif du Piton de la Fournaise.
En fin d'éruption, la taille du cône éruptif est d'environ 39 m de hauteur pour 140 m de large à sa
base. La bouche éruptive d’où s’échappent les projections de lave à son sommet fait 75 m de large. Au pic de l'éruption, le débit de lave était estimé à 27 m3 s−1.